# Doris Selmigkeit
Doris Selmigkeit (verheiratete Romanowsky; * 25. August 1952) ist eine ehemalige deutsche Sprinterin, die für die DDR startete.
1973 wurde sie DDR-Hallenmeisterin über 60 Meter und kam bei den Halleneuropameisterschaften in Rotterdam über dieselbe Distanz auf den sechsten Platz.
Bei den DDR-Meisterschaften über 100 Meter wurde sie 1970, 1972 und 1973 Dritte.
Doris Selmigkeit startete für den SC Neubrandenburg.

## Persönliche Bestzeiten
- 60 m (Halle): 7,1 s, 20. Januar 1974, Neubrandenburg
- 100 m: 11,59 s, 13. Juni 1973, Berlin (handgestoppt: 11,0 s, 20. Juli 1973, Dresden)
- 200 m: 23,80 s, 20. Mai 1976, Dresden (handgestoppt: 23,2 s, 3. Juni 1973, Cottbus)

| Personendaten    | Personendaten       |
| ---------------- | ------------------- |
| NAME             | Selmigkeit, Doris   |
| ALTERNATIVNAMEN  | Romanowsky, Doris   |
| KURZBESCHREIBUNG | deutsche Sprinterin |
| GEBURTSDATUM     | 25. August 1952     |